# Vernaya foramena
Vernaya foramena és una espècie de mamífer rosegador de la família dels múrids. És endèmic de la Xina, on viu a altituds d'entre 1.200 i 3.000 msnm. És l'espècie vivent més petita del gènere Vernaya, amb una llargada de cap a gropa de 54-73 mm i la cua de 100-125 mm. Té el pelatge dorsal llarg i suau, amb la base dels pèls grisa i la punta marró, mentre que el pelatge ventral té la base de color gris clar i l'extrem blanc. Entre el 1995 i el 2023 fou considerat una subespècie de V. fulva.